# Троицкий, Олег Иванович
Троицкий Олег Иванович (род. 1 января 1957 г., с. Холмец, Оленинского района, Калининской (ныне Тверская) области) — государственный и политический деятель, Глава города Долгопрудного Московской области (с 4 июня 2000 года по 29 мая 2019 года).

## Биография
Трудовую деятельность начал в качестве заведующего Холмецким сельским клубом в 1974 году.
С 1975 по 1977 гг. проходил службу в рядах Советской Армии.
После возвращения из армии отработал 1 год слесарем на Тучковском комбинате железобетонных и силикатных изделий и поступил на учебу в Московский горный институт.
В 1984 году окончил Московский горный институт по специальности «Автоматика и телемеханика» с присвоением квалификации инженера-электрика.
По завершении учёбы работал начальником дробильно-сортировочного участка, начальником цеха № 5, начальником цеха № 2 Московского камнеобрабатывающего комбината. В 1988—1990 гг. работал освобождённым секретарем партийного бюро на комбинате. Затем занимал должности: исполняющего обязанности главного инженера, главного инженера, первого заместителя генерального директора—главного инженера комбината.
4 июня 2000 года в первый раз был избран Главой города Долгопрудного, после чего избирался ещё три раза в 2003, 2009 и 2014 гг В соответствии с Уставом городского округа Долгопрудный (принят решением Совета депутатов г. Долгопрудного № 02-нр от 29.01.2016 г.), Глава города является председателем Совета депутатов города и осуществляет организацию его деятельности..
29 мая 2019 года сложил полномочия Главы города по собственному желанию.
Является секретарём политического совета городской организации партии «Единая Россия».
Женат, воспитывает двоих детей.

## Награды
- медаль ордена «За заслуги перед Отечеством» II степени[6];
- медаль «В память 850-летия Москвы»;
- знак «За заслуги перед городом Долгопрудный» (31.08.2005)[7];
- звание «Почётный гражданин города Долгопрудного» (присвоено Решением Совета депутатов города Долгопрудного Московской области №20-р от 22.03.2019)[8].